# Bellanca 28-90
El Bellanca 28-90 Flash fou un avió americà desenvolupat a partir del model de competició Bellanca 28-70 durant els anys trenta amb l'objectiu de convertir-se en un model apte per a l'ús militar. Principalment estava enfocat a l'exportació. Espanya, adquirí dos lots de 10 i 22 unitats per equipar la FARE, no obstant això aquestes unitats mai arribarien a la Península i foren derivats a la Xina i Mèxic.

## Disseny i desenvolupament
L'avió de carreres Bellanca 28-70, construït per encàrrec per la companyia Bellanca per la MacRobertson Air Race, va ser embarcat a Gran Bretanya, però es va retirar a l'últim moment a causa que el comitè àrbitre de la Carrera MacRobertson va considerar que l'avió havia excedit les especificacions de disseny. Va tornar als Estats Units per acabar les seves proves, però va ser danyat greument en un accident en aterrar. En 1936, se li va instal·lar un motor Pratt & Whitney "Twin Wasp" de 900 CV i va ser designat 28-90. Després de ser adquirit pel pilot especialitzat en vols rècord de llarga distància britànic James Mollison, l'avió va rebre el malnom Dorothy en honor de l'actriu Dorothy Ward. Mollison va usar el Bellanca 28-90 per establir un nou rècord de velocitat transatlàntic Nova York-Croydon entre el 29 i 30 d'octubre de 1936 i més tard, aquest mateix any, va realitzar un intent d'establiment de rècord de llarga distància Londres-Ciutat del Cap que va ser cancel·lat. En 1937, Mollison va vendre l'avió al govern republicà espanyol.
A partir d'aquest avió, Bellanca va desenvolupar un aparell militar biplaça d'ús polivalent. En general l'avió era gairebé igual que el 28-70 però, estava preparat per poder ser armat amb tres metralladores; dues fixes frontals i una posterior mòbil a més d'afegir suports subalars capaç de dur vuit bombes de 54 kg.

## Història operacional

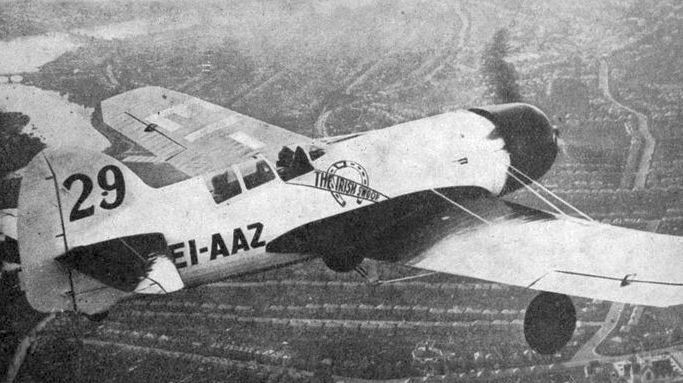
Bellanca 28-70 durant una competició aèria l'any 1934.

El govern de la Segona República Espanyola s'interessà per l'aparell durant les etapes inicials de la Guerra civil, ordenant 20 unitats en 1936 emprant Air France com a intermediari a la fi d'evitar al Comitè de No-Intervenció i les extrictes lleis de neutralitat americanes. Així els Bellanca 28-90 foren pintats amb els colors d'Air France i declarats per Bellanca com a avions correu. No obstant això, el govern americà descobrí les vertaderes intencions de la companyia i denegà el permís d'exportació. El govern xinès s'interessà per l'aparell i acabà rebent el primer lot assegurant-se el permís d'adquisició, sent rebuts durant l'agost de 1937. Armats en Hankou, entraren en acció molt ràpidament, el primer lot va perdre 7 unitats encara desmuntades durant un atac japonès. Els restants van resultar destruïts durant els vols de prova i entrenament.
El govern espanyol ho intentà de nou, ordenant 22 exemplars "entrenadors" avançant el pagament. Aquesta vegada els avions tenien com a destí una escola de vol de reservistas civils. Una vegada més, no obstant això, es va descobrir la veritat i es va denegar el permís d'exportació. Finalment, van ser adquirits per Mèxic, que, en un intent d'ajudar el bàndol republicà, es va comprometre a fer-hi arribar els aparells. Però, abans que els avions poguessin ser subministrats, la Guerra Civil espanyola va acabar. Foren comprats per la Força Aèria Mexicana després de romandre un mesos emmagatzemats a Veracruz, amb la qual van servir des d'agost de 1939 a 1940 fins a la seva retirada.
En 1946, els 19 fuselatges supervivents van ser adquirits per Babb Company i enviats per vaixell a Glendale, Califòrnia. Es va realitzar una venda final dels Bellanca encara en caixes d'embalatge a l'Armada dels Estats Units, on els avions van ser distribuïts entre els Centres Tècnics de l'Armada com a ajudes a la instrucció.

## Variants

### 28-90
Versió experimental fruit de la modificació del 28-70.

### 28-90B
Versió de producció. Al voltant de 42 unitats.

## Especificacions

### Generals
- Tripulació: dos, pilot i observador.
- Longitud: 8,08 m.
- Amplària: 14,08 m.
- Superfície alar: 25,9 m².
- Pes buit: 3.560 kg.
- Planta motriu: 1 Pratt & Whitney R-1830de 960 CV (716 kW).

### Rendiment
- Velocitat màxima: 450 km/h.
- Rang: 1.290 km.
- Sostre: 9.300 m.
- Ascens: 14,2 m/s.

### Armament
- Armes: 3 metralladores Browning. Dues de foc frontal i l'última defensiva.
- Bombes: possibilitat de carregar 432 kg de bombes amb un pes individual màxim de 54 kg (8 unitats).